# Mausoleo di Porsenna
Il mausoleo di Porsenna è un edificio leggendario che fu descritto da Marco Terenzio Varrone. Sarebbe stato costruito per raccogliere il corpo dell'anch'esso leggendario lucumone Porsenna, sovrano della città di Chiusi. La descrizione del mausoleo di Varrone non ha raggiunto i nostri giorni, ma era conosciuta da Plinio il Vecchio, che la citò nella scrittura della sua Naturalis Historia, perché comprendeva la descrizione di un labirinto all'interno del mausoleo.
Siccome Plinio e Varrone collocarono il mausoleo al di sotto dell'abitato di Chiusi (sub urbe Clusio), un intreccio di cunicoli, scoperti nel ventesimo secolo e attualmente visitabili, simili ai "bottini di Siena", che conducono alle cisterne di raccolta dell'acqua piovana posizionate sotto la città di Chiusi, è stato erroneamente chiamato labirinto di Porsenna, come se esso fosse stato il labirinto del suo mausoleo.

## Documenti
Le prime notizie si hanno dalla Naturalis Historia di Plinio il Vecchio, il quale a sua volta afferma di aver avuto notizia da un manoscritto, mai giunto a noi, di Marco Terenzio Varrone (116-27 a.C.). Nella sua opera, Plinio descrive quattro famosi labirinti, quello egizio, di Lemno, di Creta e quello Italico (Labirinto di Porsenna)
Il brano di Plinio qui riportato è la descrizione che egli fa del mausoleo nel libro trentaseiesimo della Naturalis Historia, per introdurre il labirinto, che chiama "italiano":
(Gaio Plinio Secondo, Naturalis historia, xxxvi.19.91-93)
Chiaramente una tale struttura è poco credibile, ma certamente la descrizione contiene simbolismi nascosti oltre al fatto che negli anni, la descrizione fatta da Plinio è stata oggetto di discussioni e ricostruzioni.
Una seconda ipotesi sostiene che l'espressione di Plinio, ripresa da Varrone, sub urbe Clusio vada tradotta piuttosto con "dinnanzi a Chiusi", che era al tempo di Porsenna soltanto una protocittà agricola. Il mausoleo si troverebbe quindi in un punto del Monte Cetona da cui avrebbe potuto dominare la valle di Chiusi.

## Scavi e ricerche archeologiche

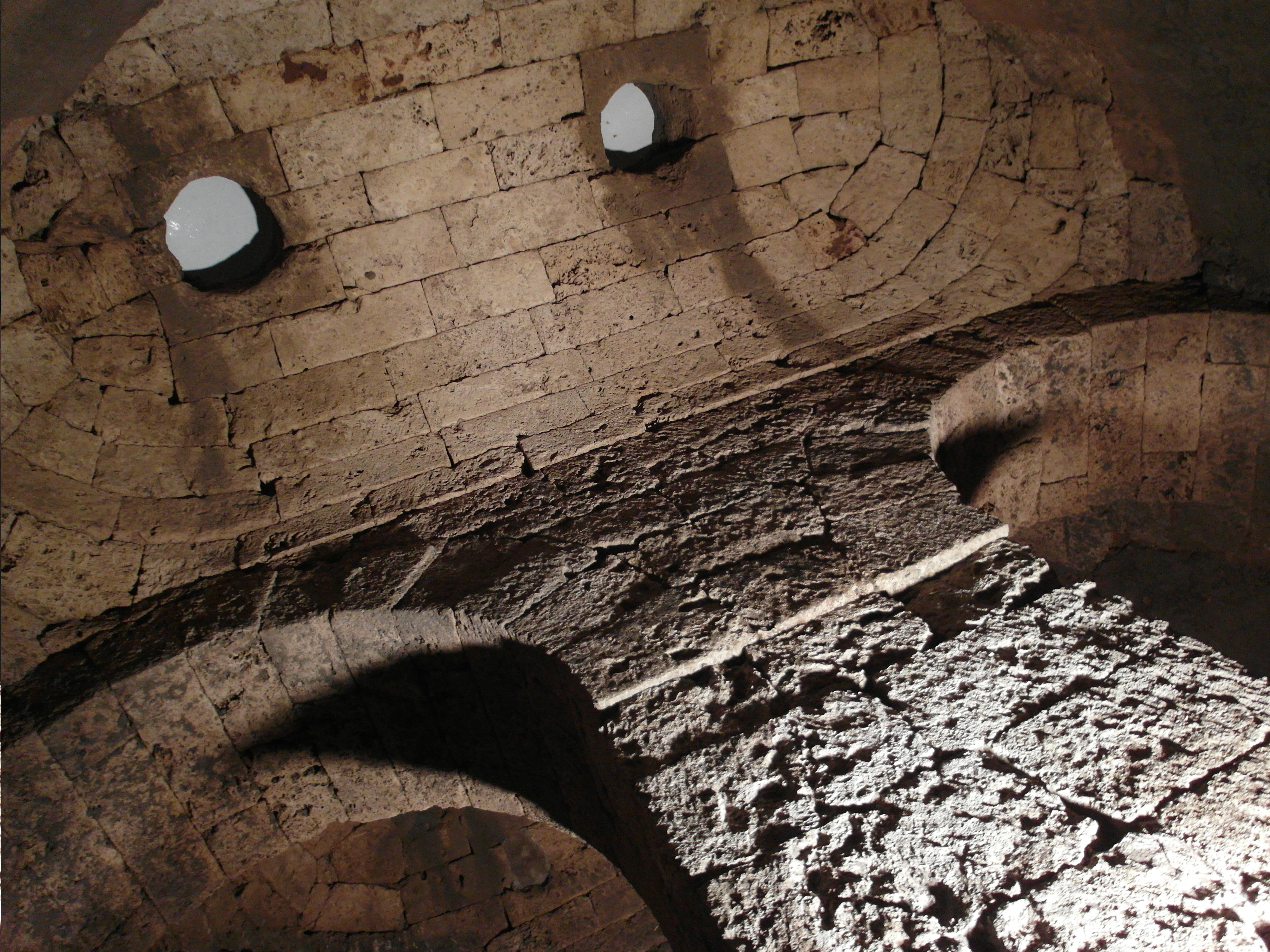
Serbatoio etrusco-romano a Chiusi, presunta tomba di Porsenna

Già in epoche passate, molti si dedicarono allo studio del popolo etrusco, della sua lingua, tradizioni e leggende. Papa Pio II - Enea Silvio Piccolomini, durante un suo passaggio in Val di Chiana tentò di rintracciare la tomba del Lucumone e ne lasciò traccia nei suoi Commentari, una sorta di diario dei fatti importanti:
(Enea Silvio Piccolomini, Commentari, II)
Nel 2012 sono stati scoperti due locali a forma di piramide durante degli scavi nella cantina di un vigneto vicino ad Orvieto, a poche decine di km da Chiusi. Gli archeologi ritengono che ci siano altre tre piramidi da scoprire sotto la città, e un sistema di tunnel che corre sotto di esse. Le piramidi, le uniche etrusche finora mai scoperte, sarebbero in totale cinque e formerebbero un complesso che ricorda molto facilmente il mausoleo di Porsenna. È certamente di origine etrusca e risalirebbe a prima del 400 a.C.